# Бондюжская улица (Казань)
Бондюжская улица (Бондюжная, тат. Бандүк урамы, Bandük uramı) — улица в Советском районе Казани, в историческом районе Клыковка. Названа по посёлку Бондюжский (Бондюга, ныне — город Менделеевск).

## География
Начинаясь от улицы Патриса Лумумбы, заканчивается пересечением с Цимлянской улицей. Ранее пересекалась с улицами Аделя Кутуя и Гастелло. Бо́льшую часть чётной стороны улицы занимает здание ДОСААФ Татарстана, левую сторону занимает здание управления АО «Транснефть-Прикамье».

## История
Возникла до революции как Дворянская улица в северной части Клыковской стройки; протоколом Ново-Клыковского сельсовета № 12/2 от 14 октября 1922 года она была переименована в Советскую улицу.
По состоянию на вторую половину 1930-х годов, на улице имелось около 30 домовладений: №№ 1/7–45 по нечётной стороне и №№ 2–12/8 по чётной стороне; три дома принадлежали домоуправлениям, все остальные — частные. На тот момент улица начиналась от Вознесенского тракта и пересекала улицы Спортивная и Валея Хуснутдинова.
В 1950-е — 1960-е годы улица лишилась частной застройки: часть улицы, примыкающая к улице Патриса Лумумбы, была застроена малоэтажными многоквартирными домами; остальная часть улицы перестала существовать, попав в зону застройки микрорайона № 1 Советского района. 23 апреля 1968 года улица получила современное название.
Во второй половине 1990-х – начале 2000-х годов все жилые дома на улице были снесены по программе ликвидации ветхого жилья, в результате чего адресацию по ней имеет одно административное здание.
После вхождения Клыковской стройки в состав Казани, административно относилась к 3-й городской части. После введения в городе деления на административные районы входила в состав Бауманского (до 1935), Молотовского (с 1957 года Советского, 1935–1973), Вахитовского (1973–1994) и вновь Советского (с 1994) районов.

## Объекты
- № 3а — административное здание; ранее в нём располагался цех № 2 объединения «Татхимчистка» МБОН ТАССР.[20]
- № 16/2,  — жилые дома Казанского отделения ГЖД (снесён).[21]
- № 18/1 — жилой дом треста «Татнефтегазразведка» (снесён).[22]
- № 22 — в этом здании располагался Советский районный совет ВДПО.[20]

## Транспорт
Общественный транспорт по улице не ходит. Ближайшие остановки общественного транспорта — «Патриса Лумумбы» (автобус, троллейбус, трамвай) и «Красной Позиции» (троллейбус). 